# 川崎市多摩川丸子橋硬式野球場
川崎市多摩川丸子橋硬式野球場（かわさきしたまがわまるこばしこうしきやきゅうじょう）は、日本の神奈川県川崎市中原区上丸子天神町の多摩川右岸側河川敷（東急東横線の多摩川橋梁すぐ西側）に所在する野球場。

## 概要
本野球場は北海道日本ハムファイターズの前身球団である東映フライヤーズが一級河川にある国有地を借り受ける形で1961年（昭和36年）に開設し、日拓ホームフライヤーズを経て日本ハムファイターズとなった後の1997年（平成9年）まで同球団の二軍専用球場および練習場として使用した日本ハム球団多摩川グランド（にっぽんハムきゅうだんたまがわグランド）を前身とする。
同グランドは2011年（平成23年）3月をもって借地契約満了により日本ハム球団から国へ返還されたことに伴い一度閉鎖された。その後、新たに川崎市が国から用地を取得し、市民用の野球場に改築したのが現在の多摩川丸子橋野球場である。

## 沿革
本野球場の敷地には日本初の常設サーキット「多摩川スピードウェイ」が1936年（昭和11年）に開設されていたが、1940年代後半（時期不明）に閉鎖されている。

### 多摩川グランド時代
1961年（昭和36年）、当時の東映フライヤーズ球団が国有地を借り上げて二軍本拠地および練習場として開設。以来、1973年に日拓ホームフライヤーズ、翌1974年に日本ハムファイターズと経営母体および球団名の変遷を重ねながらも二軍本拠地としてイースタン・リーグ公式戦が行われた（日拓ホーム時代までの球場名は不明）。徒歩数分のところには球団の合宿所「勇翔寮」があり、若手選手の育成の場として長年に亘って使用されてきた。
当時、多摩川グラウンドと名乗る球場は読売ジャイアンツ「巨人軍多摩川グラウンド」（東京都大田区、現在の多摩川緑地広場硬式野球場）、大洋ホエールズ「大洋多摩川グランド」（川崎市中原区　その後等々力第二球場として、ロッテオリオンズ二軍の試合会場・練習場となったのち、下水道処理場「等々力環境センター」の整備に伴い閉鎖）と併せて3箇所あった。
しかし、後年は施設が老朽化したことに加え、観覧設備がなくトイレも仮設のものしかないなど観客や来訪者に対するサービスが充分ではないこと、さらに更衣設備がないため選手が屋外での着替えを余儀なくされることなど設備の不備が指摘されるようになった（ただその分、選手とファンとの距離が近く、係員や警備員も配備されていなかったためにサインや握手を求めるのは比較的容易で、「選手とファンが近いアットホームな球団」という日本ハム伝統のチームカラーが育まれていた）。また、外野後方に東急東横線の多摩川橋梁があり、イ・リーグ公式戦などの試合中に電車が通過する際には通過時の騒音やボールの視認性低下を理由に試合が一時中断されるなど（シートが昇降する仮設のバックスクリーンこそ設置されていたが、さほど用を成さなかった）、運営上大きな問題を抱えていた。
これらの問題から、1992年（平成4年）より相模原市の神奈川県立相模原球場（現：サーティーフォー相模原球場）を本拠地として使用するようになったため、同年以降は練習のみに使用されるようになった。1997年（平成9年）にはかねてから計画されていた育成施設「日本ハムファイターズタウン鎌ケ谷」が千葉県鎌ケ谷市に完成し、本拠地球場であるファイターズ鎌ケ谷スタジアムと屋内練習場、合宿所（名称は同じく「勇翔寮」）を有する充実した施設群が整ったのに伴い、球団は同年春をもって多摩川グランドをはじめとする川崎市内の球団施設の使用を終了した。
なお、練習場としての使用終了後も球団が所有を続け、駒場学園高等学校硬式野球部の練習などに貸し出されていた。また、2001年（平成13年）5月26日と翌27日にはMLBのボストン・レッドソックスが当グランドで入団テストを開催している。
2004年（平成16年）、一軍本拠地を東京都から北海道へ移転し球団名を「北海道日本ハムファイターズ」へ改称したのに伴い、所有者が従来の「日本ハム球団株式会社」（1946年12月設立）から2003年8月設立の新しい球団運営会社である「株式会社北海道日本ハムファイターズ」へ移行した。
2011年（平成23年）3月31日、借地契約満了により日本ハム球団から国に土地の所有権が返還されたことに伴い閉鎖された。

### 市営化以降
日本ハム球団から国に土地が返還された2か月後の2011年（平成23年）5月、川崎市が国から土地を購入して市有地としたことに伴い再利用計画案が公表される。この計画案では、両翼90mの硬式野球場と多目的広場を設置し、2015年（平成27年）の完成を目指すとしていた。川崎市営の硬式野球場としては、同じ中原区にある川崎市等々力球場に次いで2か所目となる。
これに関しては、川崎球場（2000年閉鎖、川崎富士見球技場に改修）のスタンドが撤去され、硬球が使用不可になってから、硬球が使える公設の球場が不足する事態となり「硬球が使える球場として残すべきである」とするパブリックコメントが寄せられていた。
2015年（平成27年）4月、改修工事が完了し「川崎市多摩川丸子橋硬式野球場」として再オープンした。球場は両翼97m、中堅122mのアマチュア規則を充足したものとなり、アマチュアの地域大会規模（春季・秋季高校野球県大会や、大学連盟の下部リーグなど）での開催は可能となっているが、河川敷のそばにあるため増水対策としてスタンド・照明塔は設置されていない。このため、観客はグラウンドそばの土手（地面のみ）で観戦することになる。
なお、改修後の一般開放での使用条件については、川崎市民に優先的に利用できるようにするため、事前に登録申請を済ませたうえで、次のような条件がもうけられている。
1. チーム登録所在地が川崎市内に置かれていること
2. チーム名に川崎市に由来する地名（川崎市、あるいは市内各区など）が含まれていること
3. チームの選手・役員の半数以上は川崎市在住・在勤していること
4. チームの代表者が川崎市内に在住・在勤していること
5. 主に硬式野球を行うことを目的として、定期的な活動を行うチームであること
6. 組織的に構成されたチームで、河川敷利用者に対しての安全を確保できるチームであること

## 施設概要
- 両翼：97m、中堅：122m
  - 日本ハム球団多摩川グランド時代は両翼：92m、中堅：120m。
- 内野：クレー舗装、外野：天然芝
- 照明設備：なし
- スコアボード：パネル式
- 収容人員：観覧設備なし

## 備考
1961年（昭和36年）から1980年（昭和55年）までの間、多摩川河川敷付近には日本ハムを含め計3球団が二軍本拠地及び練習場を所有していた。同じ中原区内には大洋ホエールズが大洋多摩川球場を1955年（昭和30年）から1980年、対岸の東京都大田区田園調布には読売ジャイアンツ（巨人）が巨人軍多摩川グラウンドを1955年から1985年（昭和60年）それぞれ所有していた。巨人については1998年4月に国へ返還するまでグラウンドを所有し、跡地は大田区が国有地を借り受ける形で多摩川緑地広場硬式野球場として区民の利用に供されている。